# Diana L. M. Kisro-Warnecke

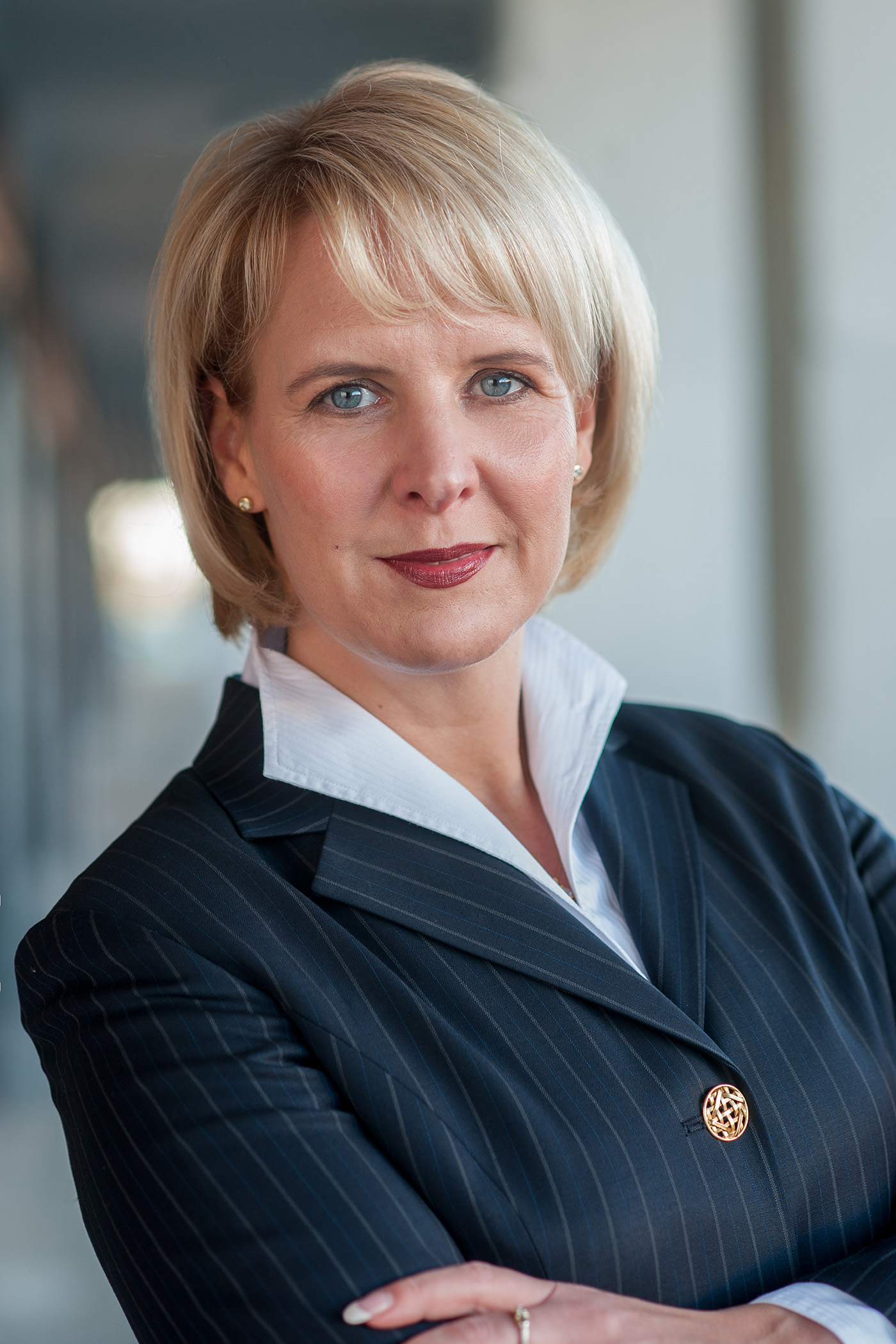
Diana Kisro-Warnecke, 2015

Diana L.M. Kisro-Warnecke geb. Warnecke (* 1973 in Großburgwedel, heute Burgwedel, bei Hannover) ist zertifizierte Aufsichtsrätin (Deutsche Börse) und eine deutsche Managerin. Sie ist Inhaberin des Beratungsunternehmens T&B ChinaConsulting und ehemalige Bundesvorstandsvorsitzende der Vereinigung für Frauen im Management e. V.

## Biografie

### Ausbildung, Studium und Beruf
Nach ihrem Schulbesuch in Garbsen übernahm Kisro-Warnecke das Familienunternehmen aus dem Bereich Erwachsenenbildung und absolvierte parallel dazu von 1993 bis 1995 eine Ausbildung zur Bankkauffrau bei der Hannoversche Volksbank. Im Anschluss nahm Kisro-Warnecke ein Studium der Wirtschaftswissenschaften an der Gottfried Wilhelm Leibniz Universität Hannover und an der Universität Hamburg auf. Von 2002 bis 2004 absolvierte sie einen MBA im Bereich Informationstechnik (IT) an der University of Liverpool, England. Kisro-Warnecke war ab 2005 Doktorandin am Institut für Marketing und Management an der Leibniz Universität Hannover bei Klaus-Peter Wiedmann. Hier wurde sie 2009 zur Dr. rer. pol promoviert. Ihre Doktorarbeit verfasste sie zum Thema „Die Reputation deutscher Unternehmen in China“.
Als Lehrbeauftragte lehrte sie u. a. Strategische Unternehmensentwicklung, Chinese Economy, Employment Relations and HR in China sowie Applied Chinese Management im MBA-Studiengang an der Hochschule Bremen (International Graduate Center). Dort erhielt sie 2016 den Teaching Award 2015/16 für ihre Lehre im Part-time MBA-Programm für Führungskräfte. Kisro-Warnecke lehrte u. a. an der FOM in Hannover und der FHDW; dort unterrichtete sie u. a. Führungskräfte im MBA-Modul Strategic Organisational Development und Intercultural Management, sowie Strategische Unternehmensentwicklung. 2011 startete sie ihre Lehrtätigkeit im Fach internationales Marketing an der Hochschule Hannover.
Als Referentin des Zukunftsinstituts gibt sie heute Einblicke in die aktuellen und zukünftigen Entwicklungen Chinas. Als Trusted Executive Advisor baute sich Kisro-Warnecke eine internationale Reputation als Digitalisierungsexpertin auf und ordnet regelmäßig von dem Hintergrund der Digitalstrategie Chinas und der Entwicklungsplan Made in China 2025 den geopolitischen Digitalisierungsstand unterschiedlicher Länder ein.
Kisro-Warnecke lebte bis 2003 in China und gründete nach ihrer Rückkehr ein China-Beratungsunternehmen. Seit 2007 ist sie Delegationsmitglied der Landesregierung Niedersachsen und der deutschen Bundesregierung. Kisro-Warnecke ist in unterschiedlichen social media Kanälen vertreten.
Im Juli 2017 wurde Kisro-Warnecke in den Aufsichtsrat des französischen Konzerns Recylex S.A. berufen. Sie wurde durch die Deutsche Börse als Aufsichtsrätin rezertifiziert. Kisro-Warnecke hatte die Hauptgeschäftsführung des Gesamtverbandes Verkehrsgewerbe Niedersachsen (GVN) e. V. und die Geschäftsführung des Bildungswerk Verkehrsgewerbe Niedersachsen (BVN) e. V. bis Herbst 2014 inne.
Kisro-Warnecke ist geschieden und Mutter von erwachsenen Kindern.

### Öffentliche Ämter
- Präsidiumsmitglied des Bürgerstiftung Langenhagen
- Leiterin der Landesfachkommissionen Mobilität, Energie- und Umweltpolitik und Digitalisierung im Wirtschaftsrat der CDU in Niedersachsen, a. D.
- Landesdelegierte für Niedersachsen des Wirtschaftsrats Deutschland a. D.
- Rotary – YEO – Youth Exchange Officer a. D.
- Bundesvorsitzende der Vereinigung für Frauen im Management (FIM), a. D.[9][10][11]

## Werke
- Powerfrauen, 25 Kurzbiographien. Classicus-Verlag, 2011, ISBN 978-3942848039.
- Die Reputation deutscher Unternehmen in China. Dissertation, 2009, Cuvillier Verlag, ISBN 978-3-86727-938-3.
- The Evaluation and Implementation of an ERP System for a Transport Company in China, considering as example Guangzhou HOYER Bulk Transport Co. Ltd., CHINA. 2009, Cuvillier Verlag, ISBN 978-3-86727-939-0.
- China Report 2017, Zukunftsinstitut, ISBN 978-3-945647-28-8.
- Springendes Pferd – Fliegender Drache; 35 Jahre Niedersachsen und China, auf den Spuren einer Erfolgsgeschichte 2017, (Beitrag) Verlag Florian Isensee GmbH, ISBN 978-3-7308-1346-1.